# Difenylrtuť
Difenylrtuť je organortuťnatá sloučenina se vzorcem Hg(C6H5)2, za standardních podmínek jde o bílou pevnou látku. V minulosti byla tato látka předmětem zájmu jako poměrně stálá organokovová sloučenina, ale vzhledem k její vysoké toxicitě bylo její používání omezeno.

## Příprava
Difenylrtuť lze zakoupit, případně vyrobit, a to několika různými způsoby. Jedním z nich je reakce octanu fenylrtuti s cínatanem sodným, dalším reakce rtuťnatých halogenidů s fenylmagnesiumbromidem, a třetím reakce brombenzenu se sodným amalgámem.